# 2002-es labdarúgó-világbajnokság-selejtező
A 29 kvalifikációs helyre a FIFA hat konföderációjának 199 tagországa jelentkezett. A kontinensek között azok csapatainak erősségétől függően osztották szét a helyeket, melyek a következőképpen alakultak:
- Európa (UEFA): 50 induló 14,5 helyre (Franciaország címvédőként automatikus résztvevője volt a világbajnokságnak)
- Afrika (CAF): 51 induló 5 helyre
- Dél-Amerika (CONMEBOL): 10 induló 4 vagy 5 helyre[1]
- Ázsia (AFC): 40 induló 2 vagy 3 helyre,[1] (Dél-Korea, és Japán rendezőként automatikus résztvevője volt a világbajnokságnak)
- Észak- és Közép-Amerika és Karib-térség (CONCACAF): 35 induló 3 helyre
- Ausztrália és Óceánia (OFC): 10 induló 0 vagy 1 helyre.[1]

Összesen 193 csapat játszott legalább egy selejtezőmérkőzést. Összesen 777 mérkőzést játszottak, amiken összesen 2452 gól született (átlagosan 3,16 gól mérkőzéseként).

## Részt vevő csapatok
| Afrika (CAF) - Dél-afrikai Köztársaság - Kamerun - Nigéria - Szenegál - Tunézia Ázsia (AFC) - Dél-Korea - Japán - Kína - Szaúd-Arábia Dél-Amerika (CONMEBOL) - Argentína - Brazília - Ecuador - Paraguay - Uruguay | Európa (UEFA) - Anglia - Belgium - Dánia - Franciaország - Horvátország - Írország - Lengyelország - Németország - Olaszország - Oroszország - Portugália - Spanyolország - Svédország - Szlovénia - Törökország Észak-Amerika, Közép-Amerika & Karibi térség (CONCACAF) - Costa Rica - Mexikó - Egyesült Államok |

## Selejtezőcsoportok

### Európa (UEFA)
Csoportgyőztesként jutottak ki a 2002-es labdarúgó-világbajnokságra
- Oroszország,  Portugália,  Dánia,  Svédország,  Lengyelország,  Horvátország,  Spanyolország,  Olaszország és  Anglia.

Pótselejtezőn keresztül jutottak ki a 2002-es labdarúgó világbajnokságra
- Belgium,  Németország,  Szlovénia és  Törökország.

Interkontinentális pótselejtezőn keresztül jutott ki a 2002-es labdarúgó világbajnokságra
- Írország

### Dél-Amerika (CONMEBOL)
Csoportkör után jutottak ki a világbajnokságra
- Argentína (csoportgyőztesként),  Ecuador,  Brazília és  Paraguay

Interkontinentális pótselejtezőn keresztül jutott ki a 2002-es labdarúgó világbajnokságra
- Uruguay

### Afrika (CAF)
Csoportgyőztesként jutottak ki a világbajnokságra
- Kamerun,  Nigéria,  Szenegál,  Tunézia és  Dél-afrikai Köztársaság

### Ausztrália és Óceánia (OFC)
Ausztrália elvesztette az interkontinentális pótselejtezőt, így nem jutott ki a világbajnokságra.

### Ázsia (AFC)
Csoportgyőztesként jutottak ki a világbajnokságra
- Szaúd-Arábia és  Kína

A csoport másodikként végzett Irán és Egyesült Arab Emírségek pótselejtezőt játszott egymással, hogy ki vehet részt a UEFA vs AFC interkontinentális párharcon. Az oda-visszavágós rendszerben lejátszott párharcot Irán nyerte (4–0), de az interkontinentális párharcon kiesett az írekkel szemben.

### Észak- és Közép-Amerika és Karib-térség (CONCACAF)
Csoportkör után jutottak ki a világbajnokságra
- Costa Rica (csoportgyőztesként),  Mexikó és  Egyesült Államok

## Interkontinentális pótselejtezők
A párosítások győztesei jutottak ki a 2002-es labdarúgó-világbajnokságra:
- Írország és  Uruguay.

| 1. csapat  | Össz. | 2. csapat | 1. mérk. | 2. mérk. |
| ---------- | ----- | --------- | -------- | -------- |
| Írország   | 2 – 1 | Irán      | 2 – 0    | 0 – 1    |
| Ausztrália | 1 – 3 | Uruguay   | 1 – 0    | 0 – 3    |